# Phyllanthaceae
Phyllanthaceae is een botanische naam, voor een familie van tweezaadlobbige planten. Een familie onder deze naam wordt pas recentelijk erkend door systemen voor plantentaxonomie, en wel door het APG II-systeem (2003).
Het gaat om een vrij grote familie van iets minder dan tweeduizend soorten. Een voorbeeld is grosella (Phyllanthus acidus).
Het Cronquist-systeem (1981) en het APG-systeem (1998) erkenden deze familie niet en plaatsten deze planten in de wolfsmelkfamilie (Euphorbiaceae).